# Driven by You
A Driven by You a brit Queen együttes gitárosának, Brian Maynek a szólódala. Az 1992-ben megjelenő Back to the Light albumára írta. 1991-ben kislemezen is megjelent, és a 6. helyet érte el a brit slágerlistán, Amerikában a 9. helyet a Billboard Mainstream Rock Tracks listán.
Az album és kislemez verziókon kívül három másik stúdióverziója ismert a dalnak. Ezek egyike szerepelt a Ford cég egyik reklámjában, a másik egy instrumentális remix, Driven By You Too címen. A harmadik verzió új dobhangzást kapott, amelyet Cozy Powel játszott fel, ez az album amerikai kiadásának bónuszdalai között szerepelt.
Nem sokkal a kislemez megjelenés előtt, 1991 októberében May előadta a Guitar Legends koncerten, egy szupergroup által kísérve: Cozy Powel dob, Neil Murray basszusgitár, Stevei Vai ritmusgitár, Rick Wakeman és Mike Moran billentyűs hangszerek, Maggie Ryder, Myriam Stockley és Chris Thompson háttérvokál. Az albumot követő 1992/1993-as Back to the Light turné során rendszeresen előadta, bár 1993. november 7-e után lekerült a lejátszási listáról, mert túl bonyolult dal volt, és Maynak akkoriban problémái voltak a hangjával. Ennek ellenére a későbbi koncertjein is játszotta. Egy élő felvétele felkerült az 1994-ben megjelent Live at the Brixton Academy koncertalbumra.
Az eredeti albumverzió felkerült az 1999-es Greatest Hits III című Queen válogatásalbumra.

## Kislemez kiadás

### 7": Parlophone R 6304 (Anglia)
1. Driven By You – 4:11
2. Just One Life – 3:37

### 12": Parlophone 12R 6304 (Anglia)
1. Driven By You – 4:11
2. Just One Life – 3:37
3. Just One Life (instrumentális) – 3:37
4. Driven By You (Ford Ad Version)– 1:30

### 5" CD: Parlophone CDR 6304 (Anglia)
1. Driven By You – 4:11
2. Just One Life – 3:37
3. Just One Life (instrumentális) – 3:37

### Kazetta: Parlophone TCR 6304 (Anglia) / Hollywood HR-64642 (Amerika)
1. Driven By You – 4:11
2. Just One Life – 3:37

## Helyezések
| Év   | Lista                            | Legmagasabb helyezés |
| ---- | -------------------------------- | -------------------- |
| 1992 | Brit slágerlista                 | 6                    |
| 1992 | Billboard Mainstream Rock Tracks | 9                    |
| 1992 | Holland slágerlista              | 10                   |